# Puig Ventós (el Brull)
El Puig Ventós és una muntanya de 1.242 metres que es troba al municipi del Brull, a la comarca d'Osona.